# Macromitrium fulgescens
Macromitrium fulgescens är en bladmossart som beskrevs av E. B. Bartram in Grout 1944. Macromitrium fulgescens ingår i släktet Macromitrium och familjen Orthotrichaceae. Inga underarter finns listade i Catalogue of Life.